# Berlínská deklarace (1909)
Berlínská deklarace je teologický dokument přijatý 15. srpna 1909 56 zástupci pietistického hnutí v rámci evangelických církví v Německu, v němž bylo zamítnuto letniční hnutí.
Zástupci letničního hnutí na Berlínskou deklaraci odpověděli dne 15. září 1909 tzv. Mülheimskou deklarací.
Berlínská deklarace ovlivnila i protestantismus v českých zemích.
V roce 2009 byla Berlínská deklarace oficiálně odvolána, což přispělo ke smíření mezi německými letničními a evangelickými křesťany.